# Bataille de la Grenade
Pour les articles homonymes, voir Grenade.
Guerre d'indépendance des États-Unis
Batailles
La bataille navale de la Grenade se déroule dans les Antilles le 6 juillet 1779 lors de la guerre d'indépendance des États-Unis. Elle oppose une escadre de la Royal Navy britannique commandée par John Byron aux forces de la Marine française sous les ordres de Charles Henri d'Estaing. C'est la deuxième grande bataille opposant la France et la Grande-Bretagne après le combat d'Ouessant au large de Brest en 1778. Elle intervient alors que le conflit, entré dans la deuxième année de l'engagement français, reste très indécis.
La bataille, conduite sur le schéma tactique de la ligne de file par des escadres de forces quasi équivalentes, débouche sur une défaite anglaise. Cependant, celle-ci n'est pas exploitée par l'armée navale française car son chef n'en comprend pas l'importance et se contente de la conquête de la petite île de la Grenade.
La bataille témoigne cependant de l'intensification de l'effort de guerre des deux puissances européennes et de la confiance retrouvée de la France dans sa marine de guerre sortie humiliée, quinze ans plus tôt, des défaites de la guerre de Sept Ans.

## Le contexte de la guerre d'indépendance américaine
La France s'engage dans la guerre d'indépendance américaine au début de l'année 1778 avec une escadre de 12 vaisseaux et 5 frégates sous les ordres du vice-amiral d'Estaing pour soutenir la révolte des « insurgents ». Cette force navale arrive en juillet 1778 sur les côtes américaines. D'Estaing a pour mission d’attaquer les Anglais « là où il pourrait leur nuire davantage et où il le jugerait le plus utile aux intérêts de Sa Majesté et à la gloire de ses armes ». Ces ordres lui laissent donc carte blanche, mais il lui est recommandé de ne pas quitter les côtes américaines avant d'avoir « engagé une action avantageuse aux Américains, glorieuse pour les armes du roi [et] propre à manifester immédiatement la protection que Sa Majesté accorde à ses alliés ». D'Estaing renonce à attaquer New York défendue par des troupes nombreuses puis échoue devant Newport (août 1778). Une violente tempête l'empêche d’affronter les 14 vaisseaux de Howe. L'escadre française se replie alors sur Boston pendant plus de deux mois pour se ravitailler et réparer les avaries. D'Estaing fait ensuite voile sur la Martinique (novembre), mais subit un sanglant échec en tentant de reprendre l'île voisine de Sainte-Lucie (décembre) enlevée par les troupes et l'escadre de Barrington.
Au début de 1779, les forces navales françaises n'ont pas remporté la victoire rapide espérée l'année précédente à Versailles. Des renforts sont donc envoyés de France et arrivent progressivement entre février et avril avec les divisions navales du comte de Grasse (19 février), de Vaudreuil (26 avril), et de La Motte-Picquet (27 juin). De petites expéditions permettent de s'emparer de Saint-Martin (24 février), de Saint-Barthélémy (28 février) et, pour finir, de Saint-Vincent (17 juin).
D'Estaing dispose ainsi au début de l'été 1779 de 25 vaisseaux, soit plus du double des effectifs de l’année précédente, l'ensemble étant accompagné d'une dizaine de frégates. Côté anglais, des renforts sont également expédiés : l'escadre du vice-amiral Byron arrive à Sainte-Lucie le 6 janvier avec 10 navires et reçoit ensuite des navires supplémentaires. En juin, il dispose de 21 vaisseaux, sans compter les transports de troupes et les frégates.
D'Estaing décide de prendre l'initiative en attaquant la Barbade, île qui abrite une base de la Royal Navy, mais la météo ne lui est pas favorable. Il reporte donc son choix sur l’île de la Grenade devant laquelle il se présente le 2 juillet. 1 200 soldats sont débarqués. L’attaque dure deux jours, conduite en personne par d’Estaing, l'épée au point. C'est un succès : les défenses anglaises sont balayées et la garnison capitule en laissant 700 prisonniers, 3 drapeaux, 102 canons, 16 mortiers et le gouverneur, Lord Macartney, alors que les Français n'ont que 106 hommes tués ou blessés. Mais le 6 juillet au matin, l’escadre de Byron arrive accompagnée d’un gros convoi de 50 voiles chargé de troupes, sans savoir que l'île est déjà aux mains de d'Estaing. Lorsqu'il s'en rend compte, Byron n'a guère le choix : il lui faut absolument tenter une action d'éclat contre les Français à moins d'encourir de graves sanctions.

## Déroulement de la bataille

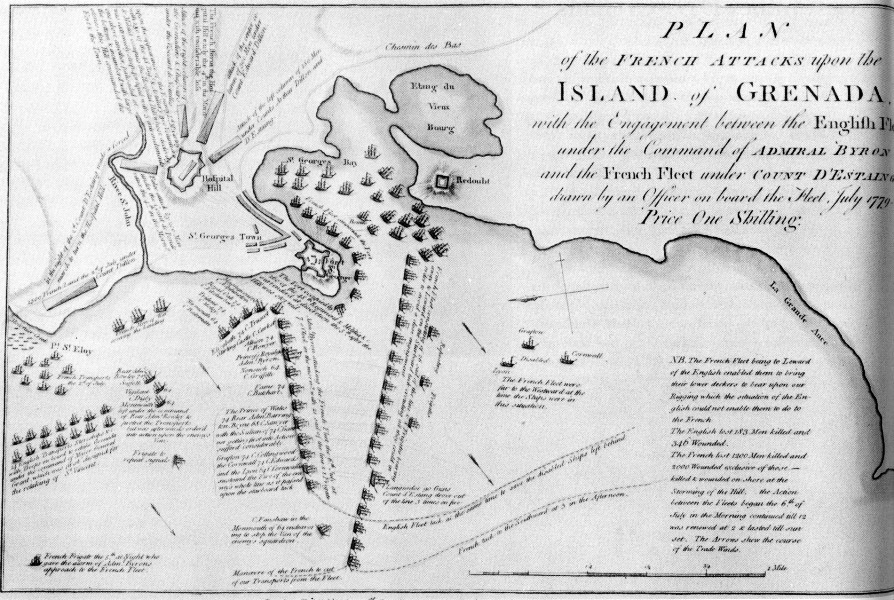
Plan d'époque de la bataille avec la position des deux flottes. On peut aussi examiner les mouvements des escadres sur ce plan de la bataille récent (en allemand).

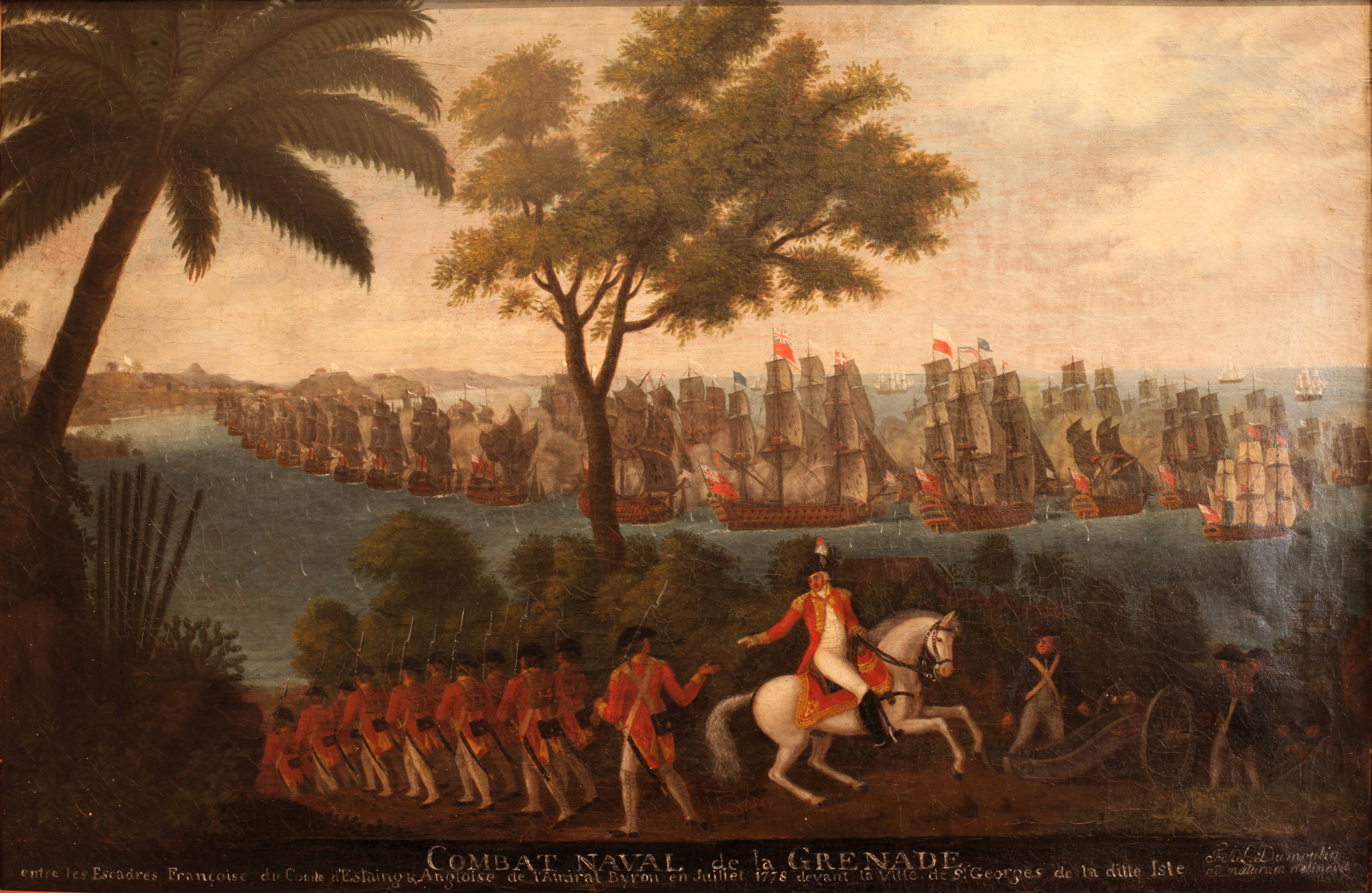
L'escadre de Byron se faufile entre les vaisseaux d'Estaing et la Grenade, mais se retrouve prise sous le feu des canons français débarqués dans l'île (F. Dumoulin).

D'Estaing dispose d'un nombre de vaisseaux plus importants que Byron (25 contre 21, ordre de bataille présenté plus bas). Mais cet écart n'est que relatif car d'Estaing n'oppose que 1 468 canons aux 1 516 bouches à feu de son adversaire, ce qui s'explique par la composition des escadres. Les deux vaisseaux les plus puissants de d'Estaing sont le Languedoc (navire amiral) et le Tonnant de 80 canons à deux ponts, alors que Byron dispose d'un trois ponts de 90 canons, le HMS Princess Royal et aucun vaisseau de moins de 64 canons. D'Estaing et Byron alignent chacun 12 navires de 74 (ou 70) canons et respectivement 7 et 8 navires de 64 (ou 60) canons, mais l'escadre française comprend aussi 4 vaisseaux de 50 (ou 54) canons de faible utilité militaire. Le vice-amiral anglais dispose donc d’une force plus homogène que celle de son adversaire et peut envisager le combat avec de bonnes chances de succès.
Les frégates repèrent la force anglaise vers 3 h 30 du matin et donnent l'alerte à coup de canons, laissant aux Français le temps de faire leur branle-bas et d'embarquer leurs chaloupes. Byron tente alors un coup d'audace : pensant sans doute que les équipages sont à terre, il se faufile avec ses vaisseaux entre l'île et l'escadre de d'Estaing au mouillage, espérant pouvoir la détruire ou la capturer. Mais les équipages sont au complet et d'Estaing peut compter avec Suffren, de Grasse et La Motte-Picquet, sur la présence de brillants marins pour le seconder. Les forces françaises débarquées sur la Grenade constatent que les navires ennemis passent à portée de tir et retournent leurs canons pour bombarder les vaisseaux anglais qui se retrouvent ainsi pris entre deux feux, transformant la manœuvre de Byron en piège pour ses propres forces.
D'Estaing fait couper les câbles et la bataille s'engage au petit matin en suivant la classique tactique de la ligne de file. Les deux escadres s'affrontent en deux passes d'armes parallèles, la première à contre-bord, la seconde sur la même route. La canonnade est acharnée, comme le confirme le témoignage d’un officier du Fantasque (64 canons), le navire de Suffren, qui combat en deuxième position sur la ligne française et qui essuie le tir des 21 vaisseaux anglais passant devant lui : « Notre vaisseau fit des merveilles, nous tirâmes 1 600 coups de canons, autant que le Languedoc [le navire amiral] qui tint son poste. » L'escadre anglaise, qui essuie 21 000 coups de canons, est sévèrement étrillée. L'arrière-garde anglaise se disloque avec 4 vaisseaux totalement désemparés, les HMS Lion (64), Grafton (74), Cornwall (74) et Monmouth (64) qui sortent de la ligne.
Byron réussit à se retirer vers l’île de Saint-Christophe en prenant en remorque ses 4 vaisseaux hors de combat. La flotte française est victorieuse, mais D'Estaing n'engage pas la poursuite malgré les conseils pressants de Suffren et de La Motte-Picquet. Rien n'est tenté non plus contre le convoi de troupes, pourtant extrêmement vulnérable et que, selon Suffren, un simple vaisseau de 50 canons accompagné de quelques frégates aurait pu capturer.

## Le bilan: une victoire française non exploitée

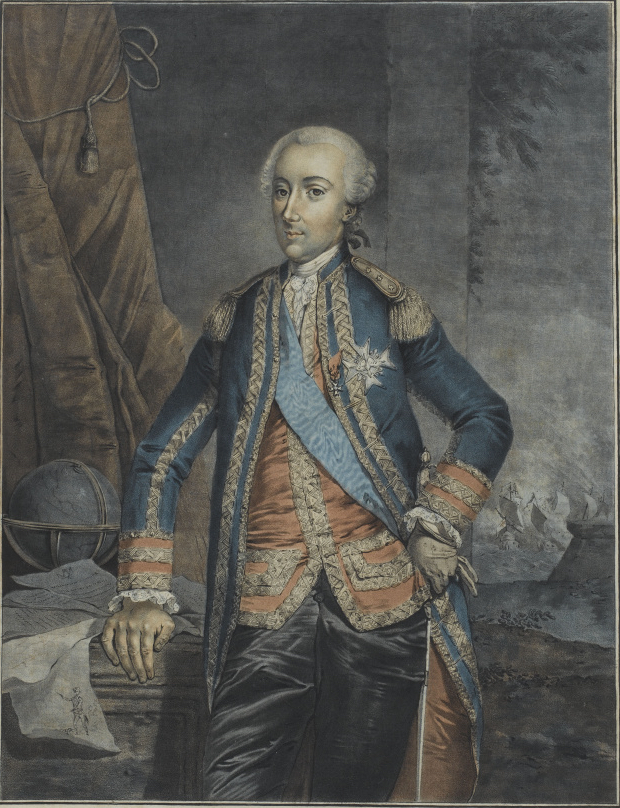
Charles Henri d'Estaing commande les 12 vaisseaux envoyés aux secours des « insurgents » en 1778, mais la première année de sa campagne est un échec.
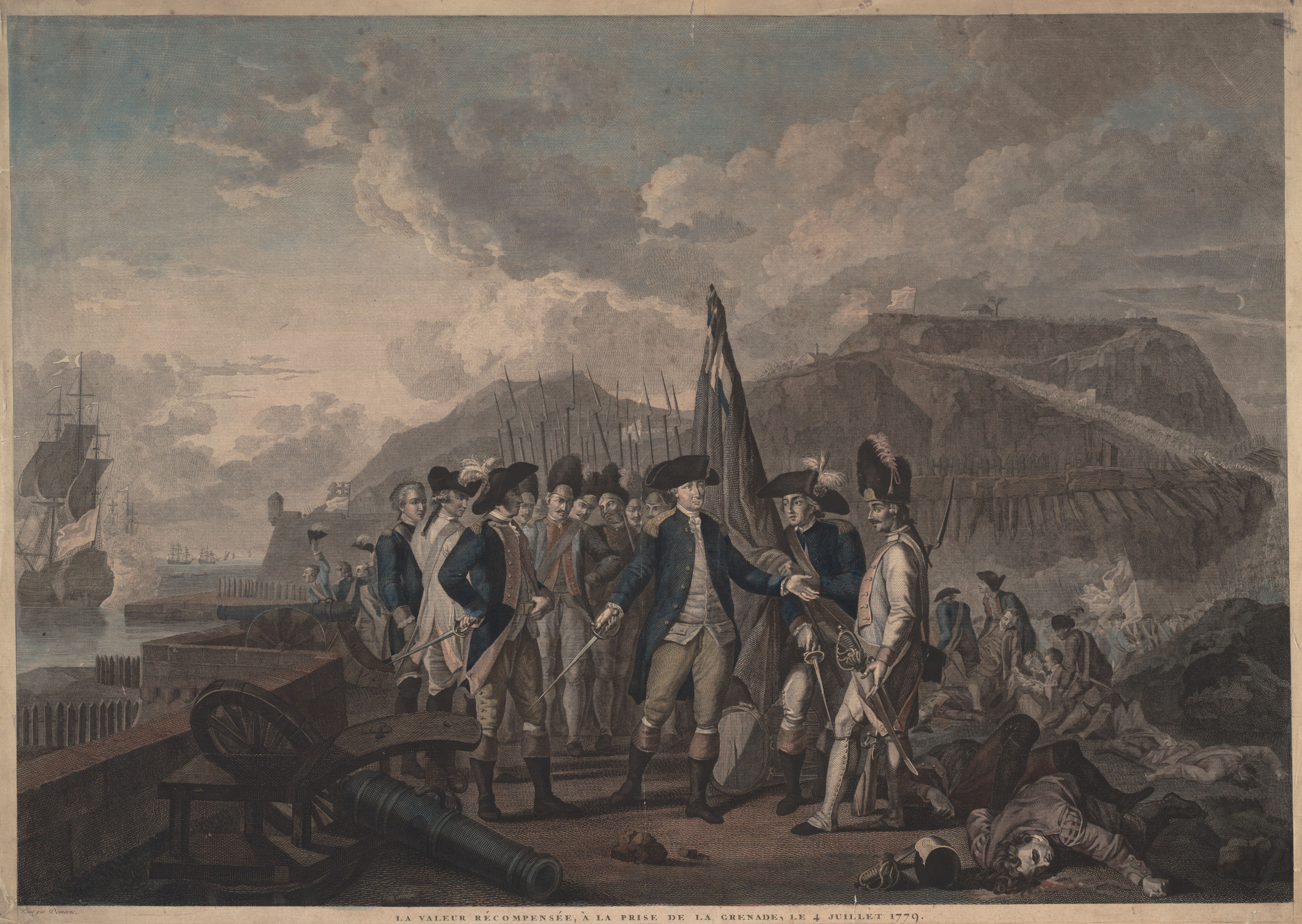
D'Estaing, qui a reçu des renforts, attaque la Grenade avec 25 vaisseaux et remporte son premier succès notable en s'emparant de l'île, le 4 juillet 1779.
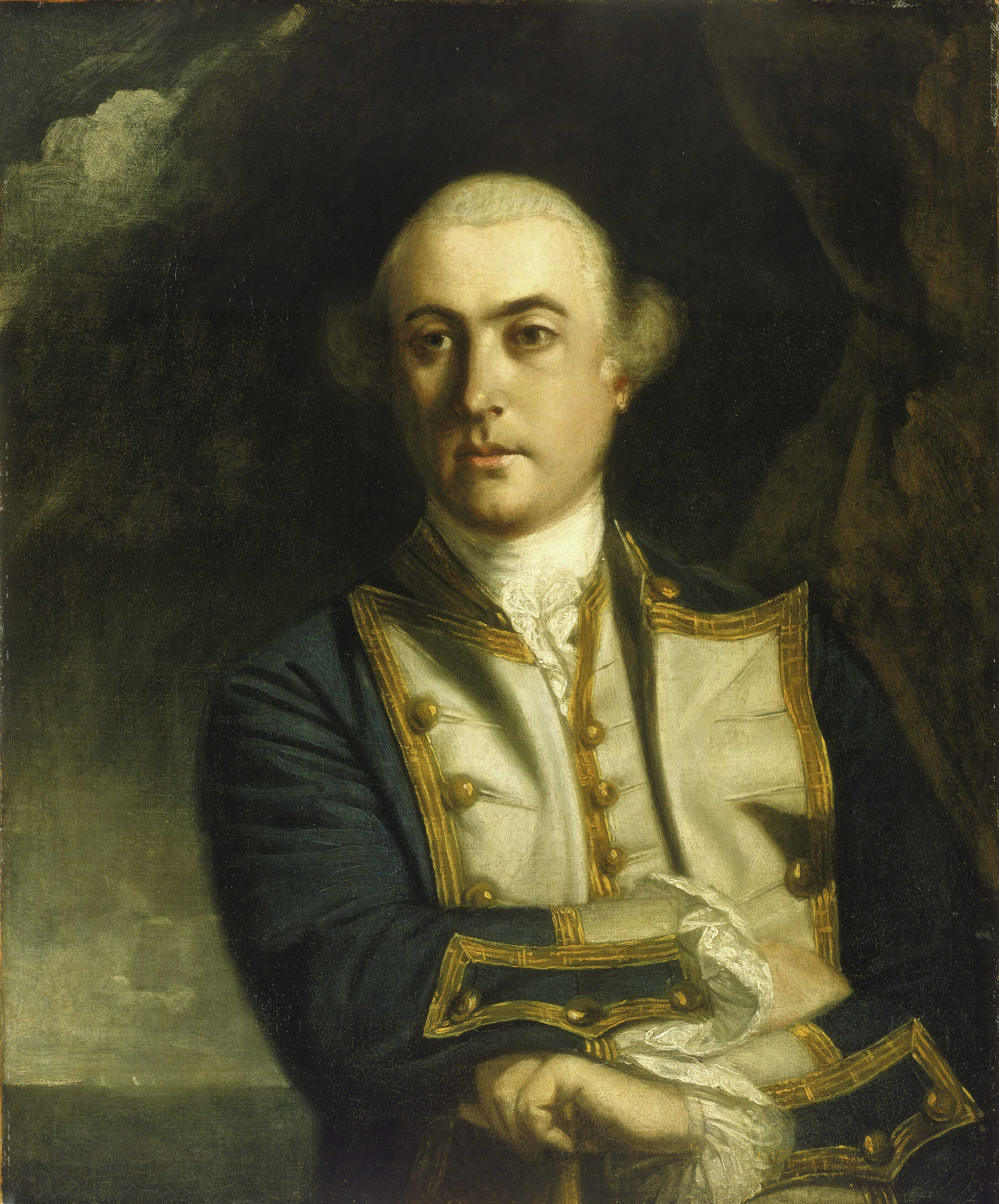
John Byron dispose de 21 vaisseaux et accompagne un convoi de troupe lorsqu'il découvre que les Français viennent de s'emparer de la Grenade.
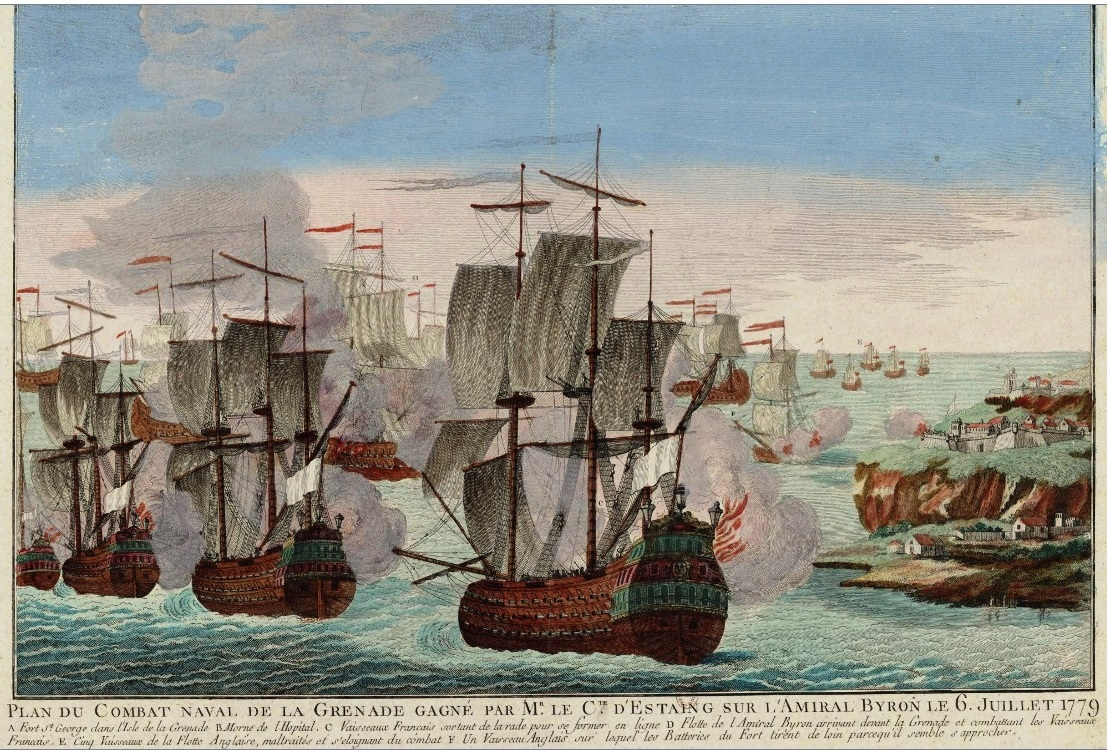
Le 6 juillet, Byron engage le combat mais ce dernier tourne à son désavantage. Il a quatre vaisseaux hors de combat et doit fuir le champ de bataille.
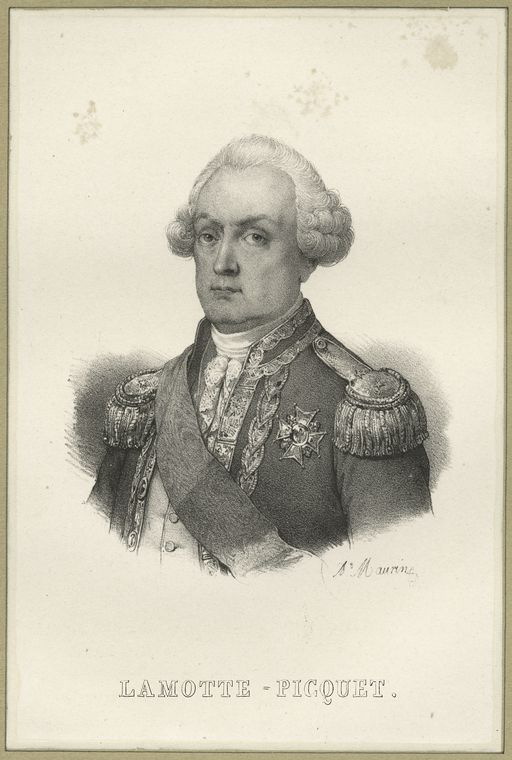
La Motte-Picquet et Suffren demandent à d'Estaing de lancer la poursuite de l'escadre anglaise vaincue, mais celui-ci n'exploite pas sa victoire.
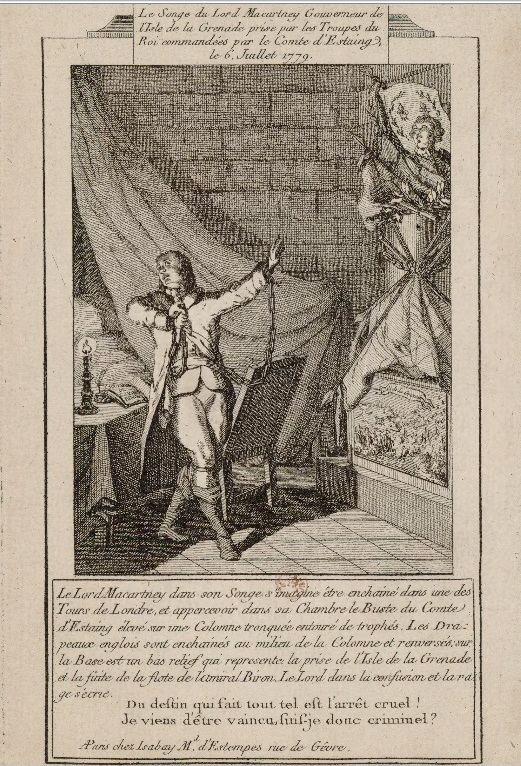
Allégorie représentant lord Macartney, le gouverneur de l'île fait prisonnier, se lamentant sur son sort sous la statue de d'Estaing.
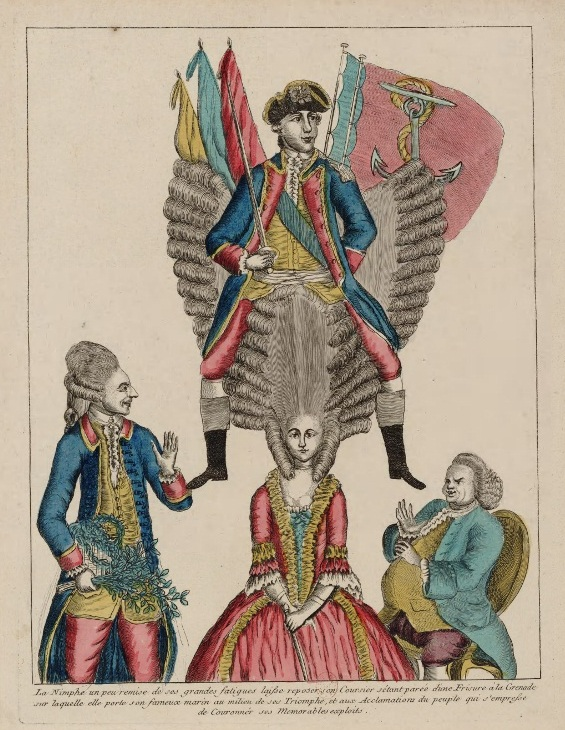
Cette bataille rend d'Estaing très populaire et lui vaut d'être mis en scène dans d'étonnantes représentations allégoriques de la victoire.
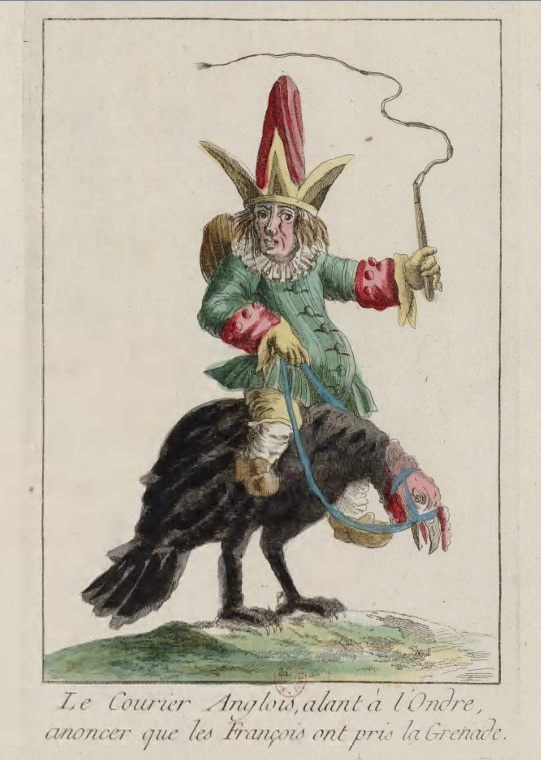
Caricature montrant le Courrier anglais allant à Londres annoncer que les Français ont pris la Grenade.
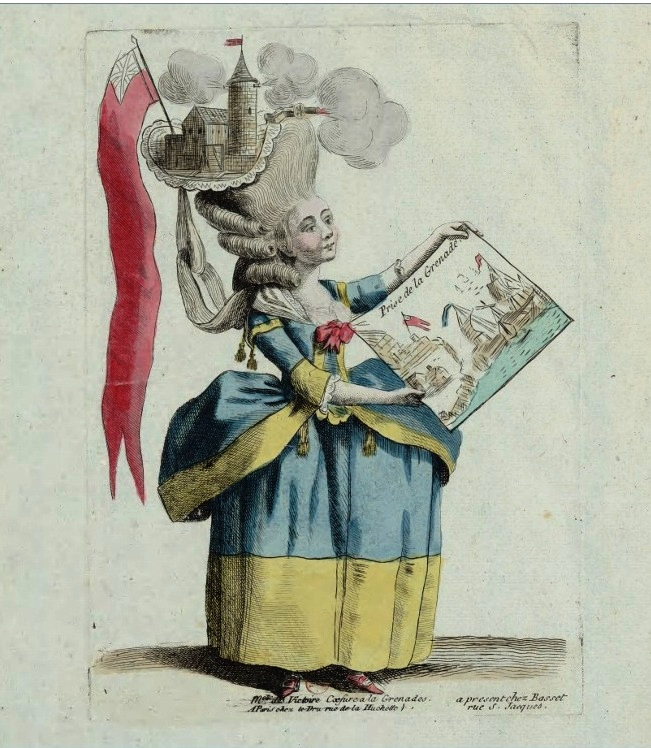
Les caricaturistes mettent en scène Mademoiselle Des Victoires brandissant une image de la prise de la Grenade avec une coiffure assortie…
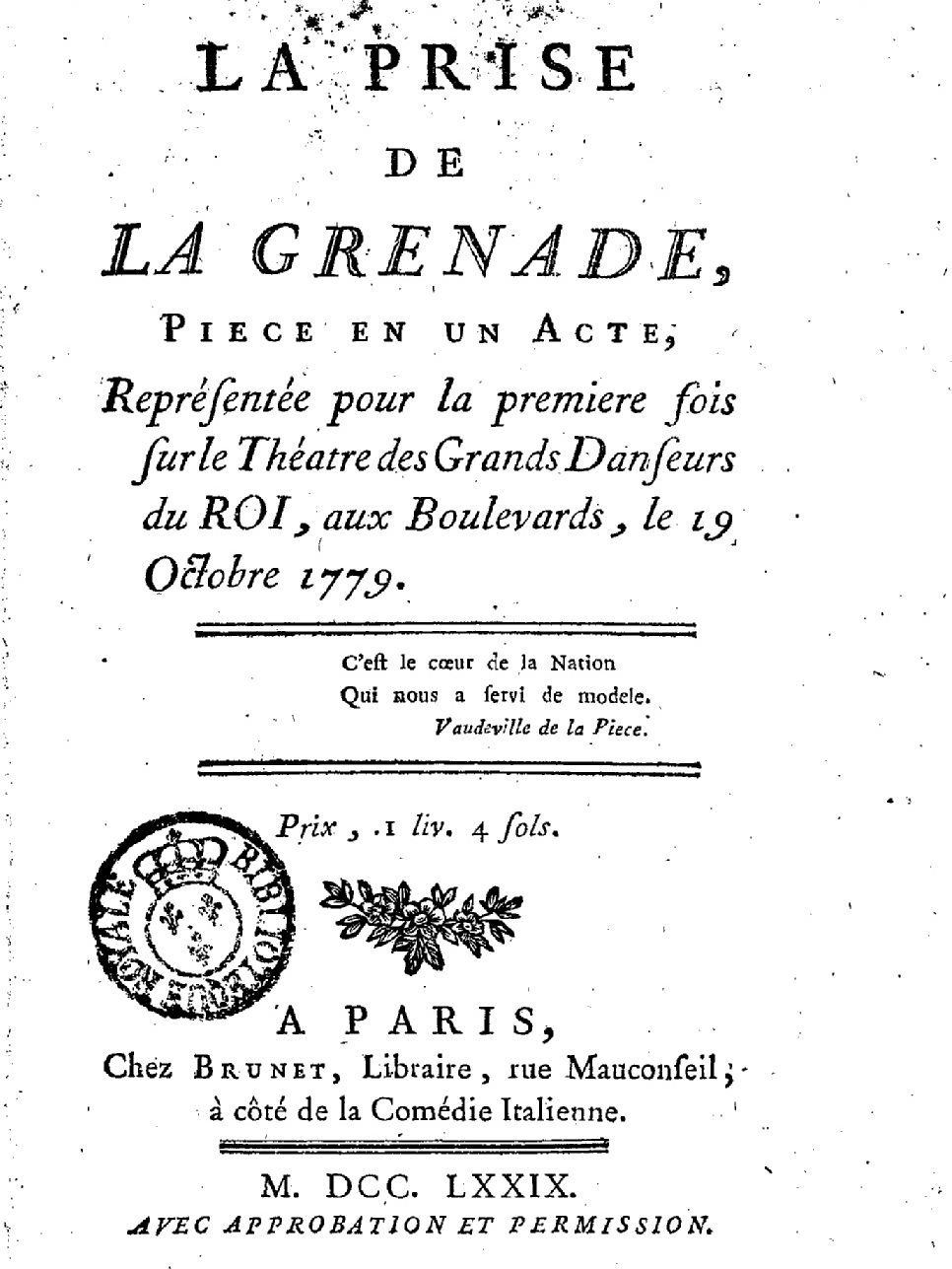
L'écho de cette bataille est tel en France, qu'elle est aussitôt mise en scène avec une pièce de théâtre et une comédie.
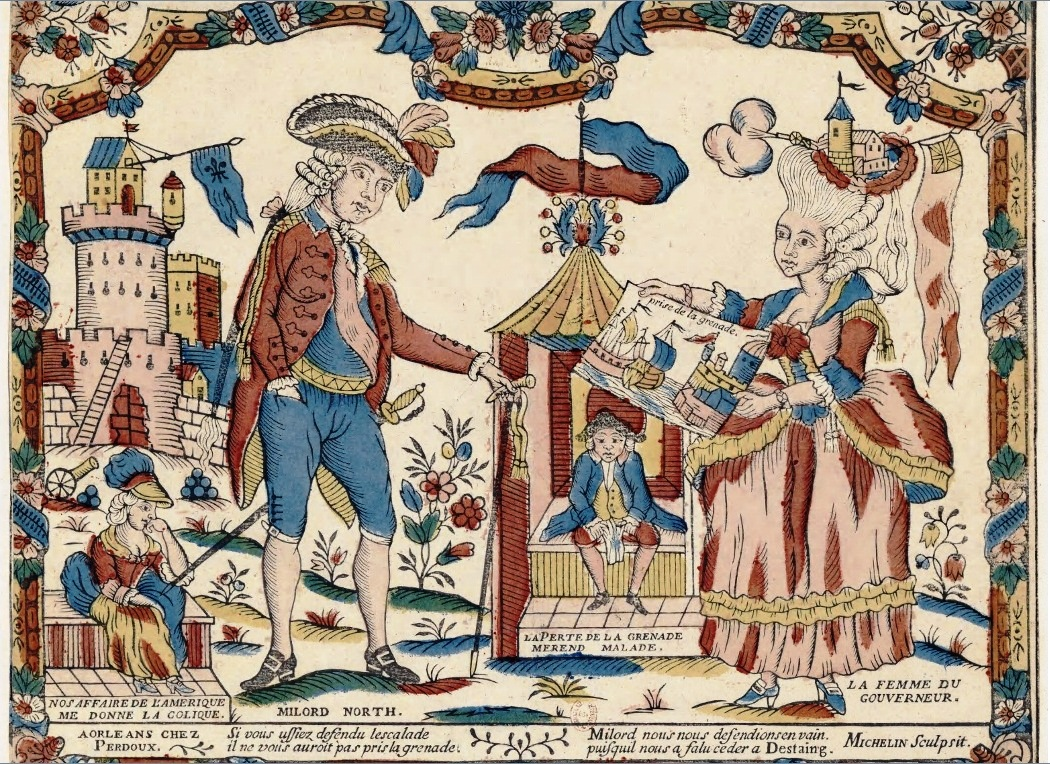
Estampe reprenant l'image de Mlle Des Victoires et mettant en scène le désarroi du gouvernement anglais apprenant la défaite de la Grenade.

Les Français comptent 176 tués, dont trois capitaines de vaisseau, et 776 (ou 773) blessés. De leur côté, les pertes anglaises atteignent plus de 1 000 tués et blessés. « Le général [d'Estaing] s’est conduit, par terre et par mer, avec beaucoup de valeur. La victoire ne peut lui être disputée ; mais s'il avait été aussi marin que brave, nous n'aurions pas laissé échapper 4 vaisseaux anglais démâtés » juge Suffren dans sa correspondance.
Les historiens sont plus sévères. Cette bataille fut « la défaite la plus désastreuse de la Royal Navy depuis la bataille de Béveziers en 1690 » estime le stratège américain Alfred Mahan à la fin du XIXe siècle. « Le combat de la Grenade aurait pu, aurait dû être une grande victoire française » note Rémi Monaque. D'Estaing ne comprend pas la portée de sa victoire. Le chef français s'était fait remarquer pendant la guerre de Sept Ans avec une brillante campagne corsaire dans l'océan Indien, mais, ayant commencé sa carrière sur terre, D'Estaing aurait eu beaucoup de mal à voir dans les escadres autre chose qu'un moyen de transporter des troupes. Par ailleurs fait remarquer Jean Meyer, « cela correspond à l’état d’esprit des amiraux français qui considéraient que le seul fait d’avoir tenu tête était suffisant et qu’il ne fallait pas risquer davantage le matériel et les hommes ».
D'Estaing se contente donc de la conquête de la Grenade, victoire complétée par la prise des petites îles voisines des Grenadines, quelques jours plus tard. La bataille de la Grenade est donc un authentique succès tactique français, mais sans portée stratégique, car ce n'est qu'un théâtre d'opérations mineur durant cette guerre. En laissant filer la Navy, il a laissé « s'échapper une victoire décisive qui lui aurait permis de prendre la grande base de la Jamaïque » estime de son côté Jean-Christian Petitfils. Il a également manqué de porter un coup terrible au moral des forces anglaises jusqu'en Amérique du Nord, car la bataille eut un retentissement considérable dans les opinions publiques. Le 22 juillet, d'Estaing, qui a peut-être quelques regrets, atteint l’île de Saint-Christophe où s'est réfugiée l'escadre anglaise. Mais Byron refuse de reprendre le combat et préfère rester à l'abri des batteries côtières. Les deux vice-amiraux ne se reverront plus et ne termineront pas la guerre à la tête de grandes escadres. Byron ne va exercer que très brièvement le poste de commandant en chef en Amérique du Nord et rentrer bientôt en Europe. Quant à d'Estaing, cette bataille lui vaut sur l'instant une grande popularité : l'opinion, avide de revanche afin de laver les défaites de la guerre de Sept Ans, ne regarde que la victoire sans voir le faible gain militaire de l'opération, ni le sanglant échec sur Savannah qu'il subit peu de temps après (octobre). D'Estaing va lui aussi rentrer en France (décembre 1779), mais malgré un accueil triomphal, il n’exercera plus qu'un rôle secondaire dans la guerre. Les combats décisifs de cette guerre se dérouleront en 1781 sur les côtes américaines dans la baie de la Chesapeake et la péninsule de Yorktown, expliquant que l’engagement de la Grenade, malgré les effectifs engagés, soit ensuite tombé dans l'oubli.

## Ordre de bataille
La flotte française compte vingt-cinq navires de ligne contre vingt-et-un aux Anglais. De plus, les Français ont un avantage très important concernant le nombre de frégates, qui ne font pas partie de la ligne. La force du comte d'Estaing est accompagnée de quatorze frégates, bien que les cinq derniers de la liste soient plus vraisemblablement à ranger dans la catégorie des corvettes, comme il est normalement admis pour les navires de moins de 20 canons. Par souci de simplification, les historiens ne mentionnent pas toujours la présence de ces petits navires, ce qui explique aussi pourquoi on ne connaît pas l'armement des quatre dernières unités. La présence d'une seule frégate du côté de Byron est également étonnante, car habituellement une escadre d'une vingtaine de vaisseaux est accompagnée de cinq ou six frégates. Ces navires ne combattent normalement pas mais sont cependant essentiels pour assurer l'éclairage de la flotte et faire suivre les dépêches.
| - Avant-garde - Le Zélé, 74, comte de Barras - Le Fantasque, 64, bailli de Suffren - Le Magnifique, 74, chevalier de Brach - Le Tonnant, 80, comte de Breugnon, comte de Bruyères capitaine de pavillon - Le Protecteur, 74, chevalier d'Apchon - Le Fier, 50, chevalier de Turpin - Le Dauphin Royal, 70, comte de Roquefeuil - Le Provence (en), 64, Desmichels de Champorcins † - Centre - Le Fendant, 74, marquis de Vaudreuil - L’Artésien, 64, chevalier de Peynier - Le Fier-Rodrigue, 50, de Montault † - L’Hector, 74, de Morries - Le Languedoc, 80, comte d'Estaing, - Le Robuste, 74, comte de Grasse - Le Vaillant, 64, marquis de Chabert - Le Sagittaire, 54, comte de Rions - Le Guerrier, 74, comte de Bougainville - Arrière-garde - Le Sphinx, 64, comte de Soulanges - Le Diadème, 74, commandeur de Dampierre - L’Amphion, 50, chevalier Ferron du Quengo † - Le Marseillais, 74, marquis de Vertrieux - Le César, 74, comte de Broves - Le Vengeur (en), 64, chevalier de Retz - Le Réfléchi, 64, comte de Surville - L'Annibal, 74, Picquet de La Motte - Hors de la ligne - Frégates - La Fortunée, frégate, 32 - La Chimère, 32 - L'Iphigénie, 32 - L’Amazone, 32 - La Boudeuse, 32 - La Diligente, 28 - L’Alcmène, 28 - La Lively, 24 - L’Ellis, 20 - Le Cérès, 18 - La Prudente, ? - La Concorde, 32 - L’Étourdie, ? - La Blanche, ? - Autres navires divers - L’Alerte (cutter), 14 - La Ménagère (flûte), 30 - Le Barington (schooner) |  | - Avant-garde - HMS Suffolk (en), 74 - HMS Boyne (en), 70 - HMS Royal Oak (en), 74 - HMS Prince of Wales (en), 74 - HMS Magnificent (en), 74 - HMS Trident (en), 64 - HMS Medway (en), 74, - Centre - HMS Fame (en), 74 - HMS Nonsuch, 64 - HMS Sultan (en), 74 - HMS Princess Royal, 90, Byron - HMS Albion, 74 - HMS Stirling Castle (en), 64 - HMS Elizabeth (en), 74 - Arrière-garde - HMS Yarmouth (en), 64 - HMS Lion (en), 64 - HMS Vigilant (en), 64 - HMS Conqueror (en), 74 - HMS Cornwall, 74 - HMS Monmouth (en), 64 - HMS Grafton (en), 74 - Hors de la ligne - HMS Ariadne, frégate de 20 |